# Схейленбург
Схейленбург (нід. Schuilenburg, фриз. Skûlenboarch) — селище в нідерландській провінції Фрисландія. Входить до муніципалітету Тіцьєркстерадел.